# باته
باتيه ((بالفرنسية: Pâté)‏ 
نطق فرنسي: [pɑte]  ( أنصت)
) هي عجينة أو فطيرة أو رغيف محشو بلحم مفروم. تشمل حشوة اللحم المفروم لحم الخنزير أو الدواجن أو الأسماك أو اللحم البقري. الدهون والخضروات والأعشاب والتوابل وإما النبيذ أو البراندي (غالبًا كونياك أو أرماجناك). غالبًا ما يُقَدَّمُ في أو مع الرقائق أو الخبز.